# Граков Борис Миколайович
Граков Борис Миколайович (рос. Граков Борис Николаевич, нар. 1 грудня 1899, Онега — пом. 14 вересня 1970, Москва) — радянський археолог, широко відомий фахівець зі скіфо-сарматської та античної археології, керівник Степової скіфської експедиції Московського державного університету, доктор історичних наук, професор Московського державного університету.

## Життєпис
Народився в місті Онега Онезького повіту Архангельської губернії Російської імперії (нині - в Онезькому районі Архангельської області Російської Федерації), в родині лісничого, спадкового дворянина. З 1905 р. жив у Москві. У 1918 р. закінчив Сьому Московську гімназію із золотою медаллю і вступив на історико-філологічний факультет Московського університету (1918—1922 рр.).
У 1919 р. отримав тимчасову посаду наукового співробітника у Державному історичному музеї, з 1922 р. — старший помічник зберігача.
У 1924 році вступив до аспірантури РАНДІСН, і в 1928 р. захистив дисертацію на тему «Давньогрецькі клейма з іменами астіномів».
З 1925 р. проводив розкопки в Поволжі і Приуралля, з 1937 р. — в Україні.
Б. Н. Граков першим систематизував величезний матеріал про старогрецькі керамічні клейма і створив повний їх зведення по Північному Причорномор'ї. Досліджував проблеми етногеографії Скіфії, суспільного устрою і виробництва скіфів і сарматів, виділив основні етапи сарматської культури Поволжя і Приуралля VI—IV ст. до н. е.. Автор багатьох наукових робіт, серед яких «Давньогрецькі клейма з іменами астиномів», «Скіфи», «Кам'янське городище на Дніпрі», «Рання залізна доба» й ін..
З 1941 р. — професор кафедри археології історичного факультету Московського державного університету.
Б. Н. Граков — засновник кількох нових напрямків в археології. Він вперше створив нову наукову дисципліну — антична керамічна епіграфіка. Його розкопки були чудовою школою для студентів і аспірантів історичного факультету.

## Праці
Список праць був опублікований в журналі «рос. Советская археология», № 2, 1971 р., де не опублікували мемуари.
- Граков Б. Н., Древнегреческие керамические клейма с именами астиномов. М., 1928. (рос.)
- Grakov B. N., Monuments de la culture scythique entre le Volga et les monts Oural // Eurasia septentrionalis antiqua. Hels., 1928. Vol. 3. (фр.)
- Граков Б. Н., Скіфи. Київ, 1947.
- Граков Б. Н., Кайенское городище на Днепре // Материалы и исследования по археологии СССР. М., 1954. № 36. (рос.)
- Граков Б. Н. Скифы: Научно-популярный очерк. — М. : Изд-во МГУ, 1971. — 200 с. (рос.)